# 楊保東
楊保東（1892年—1953年6月15日），字伯常。河南省內鄉縣灌漲鄉楊窪村人。民國37年（1948年）在河南省第五選區當選第一屆立法委員。

## 生平[1]
- 民國4年（1915年），畢業于河南信陽師範，留校做庶務工作。未幾，到唐河縣源潭中學教書，後出任中國國民黨河南省清鄉督辦公署秘書。民國17年至31年，先後任廣平縣、鞏縣、信陽縣、鄧縣、鎮平縣、永城縣[2]、靈寶縣[3]、舞陽縣[4]、固始縣[5]、遂平縣[6]、陳留縣[7]等13縣縣長[8]、第五行政督察區行政督察專員兼團隊司令、河南省參議、河南省田賦管理處處長，獲頒水利獎章[9]
- 民國37年，當選立法委員，曾出席第一屆立法院第一會期
- 1949年，由雲南潛歸內鄉被逮捕
- 1953年6月15日被鎮壓